# Panorama Walcheren
Museum Panorama Walcheren is een uniek kunstproject in de stad Vlissingen, op Walcheren in de Nederlandse provincie Zeeland.
Het bestaat uit tien megaschilderijen, manshoog en van veertien tot wel veertig meter breed. Elk in een ronding opgesteld, waardoor het voelt zelf onderdeel van het beeld te worden. Het zijn karakteristieke Walcherse plekken met elk zijn eigen sfeer en jaargetijde.
In de grootse, oude Machinefabriek van de voormalige scheepswerf De Schelde, nu een dynamisch Vlissings ontwikkelgebied, kwamen de werken fantastisch tot hun recht. De eerste negen zijn tussen 2010 en 2020 gemaakt door de Middelburgse schilder Jo Dumon Tak met een team van vrijwilligers. Elk jaar één werk. In 2021 heeft de Amsterdamse schilder Robert Vorstman een doek voltooid van het zomerse strand bij Dishoek, onder Zoutelande.
Half mei 2022 zijn acht van de schilderijen overgebracht naar de leegstaande Onze Lieve Vrouwekerk in Vlissingen, de overige twee zijn elders opgeslagen. De heropening vond plaats op 23 juni 2022, het seizoen duurt tot en met 14 november 2022. De oude machinefabriek wordt gerenoveerd en krijgt een nieuwe bestemming.
Tot mei 2022 presenteerde Panorama Walcheren dus tien opstellingen:
- Vlissingen, Vissershaven: zicht op Keizersbolwerk, Roeiershoofd en Vissershaven
- Vlissingen, Boulevards met badstrand: zicht op Nollehoofd, Boulevards Evertsen en Bankert
- Vlissingen, binnenhavens: zicht vanaf de bovenste verdieping van het hoge voormalige RPCZ-gebouw (tijdelijk opgeslagen)
- Veere, De Kaai: zicht op de Campveerse Toren en het centrum
- Domburg, Boulevard bij Badpaviljoen: kijk op de boulevard met haar beeldbepalende gebouw
- De Manteling, Oranjebos: rondzicht op natuurgebied in buitenplaats Overduin
- Vergezicht op Middelburg (tijdellijk opgeslagen)
- Middelburg, het blauwe uur: doorkijk van de Markt naar de Lange Viel en de Vlasmarkt
- Westkapelle, de tijd heelt alle wonden: zicht op een stoer dorp in de avondzon
- Strand Dishoek, duinovergang Kaapduin

Naast de opgestelde panorama’s zijn er per seizoen een aantal wissel-exposities te bewonderen.
Panorama Walcheren is op 3 december 2021 toegetreden tot de Vereniging Zeeuwse Musea.
In 2024 is Jo Dumon Tak begonnen aan een elfde panorama